# 銅色床杜父魚
銅色床杜父魚，為輻鰭魚綱鮋形目杜父魚亞目杜父魚科的其中一種，為溫帶海水魚，分布於西北大西洋加拿大聖羅倫斯灣至美國紐澤西州半鹹水、海域，棲息深度可達357公尺，體長可達18公分，棲息在海草生長的底層水域，以甲殼類、軟體動物及魚類為食，生活習性不明。

## 扩展阅读
維基物種上的相關：銅色床杜父魚